# Jáchym Topol
Jáchym Topol (n. 4 august 1962) este un scriitor ceh.

## Viața
Jáchym Topol s-a născut la Praga, Cehoslovacia, în familia lui Josef Topol, dramaturg și poet ceh și traducător al lui Shakespeare, și al Jiřinei Topolová, fiica celebrului scriitor catolic ceh Karel Schulz.
Topol a debutat ca autor al versurilor cântecelor trupei de rock Psí vojáci, conduse de fratele său mai mic, Filip, la sfârșitul anilor '70 și începutul anilor '80. În 1982, el a co-fondat revista samizdat Violit și în 1985 Revolver Revue, o broșură samizdat care s-a specializat în literatura cehă modernă.
Din cauza activităților disidente ale tatălui său, Topol nu a avut voie să urmeze o facultate. După absolvirea gimnaziului a lucrat ca fochist, manipulant de marfă, muncitor în construcții și distribuitor de cărbune. El a fost arestat de mai multe ori pentru perioade scurte de timp, atât pentru activitatea de editare de literatură de tip samizdat, cât și pentru contrabandă peste frontiera poloneză, în cooperare cu membrii Solidarității poloneze. El a fost, de asemenea, semnatar al declarației drepturilor omului Carta 77.
În timpul Revoluției de Catifea din Cehoslovacia din 1989, Topol a scris pentru ziarul independent Informační servis, care mai târziu a devenit săptămânalul de investigație Respekt. În octombrie 2009 lucra în consiliul editorial al cotidianului Lidové noviny.
În prezent locuiește la Praga cu soția sa, Barbara, și cu cele două fiice ale lor, Josefína și Marie.

## Premii și distincții
- 2010 Premiul Jaroslav Seifert
- 2015 Premiul Vilenica[11]

## Lucrări

### Poezie
- Miluju tě k zbláznění (Te iubesc nebunește; samizdat, 1988) 
/ Primul volum de poezii al lui Topol, publicat în samizdat, a primit Premiul Tom Stoppard pentru literatură neoficială (fondat în 1983 de Tom Stoppard și acordate de Fundația Charta 77 din Stockholm); prima ediție non-samizdat publicată de Atlantis în 1990.
- V úterý bude válka (Războiul va fi marți; Edice 13x18, 1992) 
/ Cinci poezii din acest volum au fost publicate în traducerea lui Alex Zucker în numărul din primăvara anului 1994 al volumului Trafika: an international literary review.[12]

### Romane
- Sestra (Sora; Atlantis, 1994) 
A primit în 1995 Cena Egona Hostovského[13] (Premiul Egon Hostovský), acordat pentru un "roman care depășește artistic producția standard" 
/ Traducere în limba engleză de Alex Zucker: City Sister Silver (Catbird Press, 2000)[14] 
/ Traducere poloneză Leszek Engelking: Siostra (Wydawnictwo W. A. B., 2002) 
/ Tradus, de asemenea, în limbile germană și maghiară.
- Anděl (Înger; Hynek, 1995)[15] 
/ Traducere germană de Peter Sacher: Engel Exit (Volk und Welt, 1997) 
/ Traducere franceză de Marianna Canavaggio: Ange exit (J'ai lu, 2002) 
/ Traducere turcă de Martin Alaçam: Andel (Norgunk, 2005) 
/ De asemenea, tradus în maghiară.
- Noční práce (Muncă de noapte; Hynek, 2001)[16] 
/ Traducere franceză de Marianna Canavaggio: Missions nocturnes (Laffont, 2002) 
 / Traducere poloneză de Leszek Engelking: Nocna praca (Wydawnictwo W. A. B., 2004) 
 / Traducere în limba engleză de Marek Tomin: Nightwork (Portobello Books, 2014) 
/ Tradus, de asemenea, în olandeză, germană, italiană, spaniolă și suedeză.
- Kloktat dehet (Gargară cu gudron; Torst, 2005) 
/ Traducere franceză de Marianna Canavaggio: Zone cirque (Edițtions Noir Sur Blanc, 2009) 
/ Traducere poloneză de Leszek Engelking: Strefa cyrkowa (Wydawnictwo W. A. B., 2008) 
/ Traducere în limba engleză de David Scurt: Gargling with Tar (Portobello Books, 2010) [17] 
/ Tradus, de asemenea, în olandeză, germană, italiană.
- Chladnou zemí (Printr-un frig uscat; Torst, 2009) 
A primit în  2010 Cena Jaroslava Seiferta[18] 
/ Traducere suedeză de Tora Hedin: Kallt teren (Surogat, 2009) ISBN 978-91-88858-95-5 
/ Traducere italiană de Letizia Kostner: L'officina del diavolo (Zandonai, 2012) ISBN 978-88-95538-83-9 
/ Traducere în limba engleză de Alex Zucker: The Devil's Workshop (Portobello Books, 2013)

### Nuvele
- Výlet k nádražní hale (Excursie în stația de tren; Edice Slza, 1994, ediție limitată de 350 de exemplare) 
/ Traducere în limba engleză de Alex Zucker: A Trip to the Train Station (Petrov, 1995; Albatros Plus, 2011; ediție bilingvă cehă-engleză)

### Povestiri și piese de teatru
- Zlatá hlava (Capul de aur; Torst, 2005)
- Supermarket sovětských hrdinů (Supermarket al eroilor sovietici; Torst, 2007)

### Traduceri
- Trnová dívka (Fata cu spini; Hynek, 1997) 
/ O colecție de legende și mituri indiene din America, selectate și traduse din engleză în limba cehă de Topol

### Versuri de cântece
- Psí vojáci: Sestra: Jáchym Topol & Psí Vojáci (1994)[19]
- Monika Načeva: Možnosti tu sou (Există posibilități aici; 1994)[20][21]
- Monika Načeva: Nebe je rudý (Cerul este roșu; 1996)[20][21]
- Monika Načeva: Mimoid (Ciudat; 1998)[20][21]

### Filme
- Anděl Exit (Ieșirea îngerului; 2000), regizat de Vladimír Michálek; scenariu scris de Vladimír Michálek și Jáchym Topol.[22]
- Sestra (Sora; 2008), regia Vít Pancíř; scenariu de Vít Pancíř inspirat din romanul Jáchym Topol; muzica de Psí vojáci.[23]

### Altele
- Nemůžu se zastavit (Încă nu pot să stau; Portál, 2000) 
/ O carte-interviu cu Topol de Tomáš Weiss[24][25]